# Cyanide (entreprise)
Pour les articles homonymes, voir Cyanide.
Cyanide Studio est un studio français de développement de jeux vidéo fondé en 2000 et basé à Nanterre, pourvu d'une filiale depuis 2007 à Montréal répondant au nom de Rogue Factor, et d'une autre filiale depuis 2015 à Bordeaux, répondant au nom de Big Bad Wolf Studio. Ses productions les plus connues sont la série des Pro Cycling Manager et l'adaptation du jeu de plateau de Games Workshop, Blood Bowl.
L'entreprise est aussi propriétaire de la licence Confrontation depuis 2010, et possède les droits d'adaptation de la franchise Le Trône de fer.

## Historique
Fondé en 2000 par d'anciens employés d'Ubisoft, Cyanide s'oriente à ses débuts vers les jeux de sport. Ses fondateurs, passionnés de vélo, désirent concevoir un jeu de gestion autour de ce sport, c'est ainsi que naît en 2001 Cycling Manager et que, pendant 11 ans, chaque année s'est vue accompagnée de son épisode de Cycling Manager puis de Pro Cycling Manager à partir de 2005.
Plus tard, le studio met en avant une autre passion de ses employés, les jeux de rôle et de figurines, pour concevoir Loki en 2007, un Hack'n'slash mythologique, puis Blood Bowl et Dungeon Party en 2009.
2009 marqua aussi pour Cyanide un signe fort avec l'obtention des droits d'adaptation de la franchise Le Trône de fer quelque temps avant l'annonce de la série télévisée éponyme diffusée sur HBO. En 2011 un premier jeu sur la licence voit le jour, A Game of Thrones: Genesis, un jeu de stratégie et de gestion orienté sur la politique et l'économie. Vient ensuite le jeu de rôle Game of Thrones en juin 2012.
Cyanide acquiert la licence Confrontation au moment de la liquidation de Rackham, et sort le jeu de rôle tactique Confrontation le 5 avril 2012. En fin d'année 2012, la société sort Of Orcs and Men, un jeu réalisé en collaboration avec le studio Spiders.
En octobre 2014, Cyanide sors Styx Master Of Shadow, un jeu d'infiltration qui est une préquel à Of Orcs and Men. Un an plus tard, le 14 octobre 2015, Cyanide annonce une suite à Styx Master Of Shadow, Styx Shards Of Darkness, prévue à la fin de 2016 mais repoussée au premier trimestre 2017.
En Janvier 2015, Cyanide ouvre une sous-division à Bordeaux nommée Big Bad Wolf Studio. Le premier jeu de ce jeune studio The Council est un jeu épisodique en 5 épisodes. Le premier épisode sort en mars 2018 et les épisodes sortent tous les deux mois. 
En 2016, Cyanide développe Call of Cthullu, inspiré de Howard Phillips Lovecraft. Pour ce faire, le studio s'inspire du travail qu'avait déjà effectué Frogwares deux ans plus tôt. Le jeu est sorti juste avant Halloween, à savoir le 30 octobre 2018.
En janvier 2017, Cyanide s'est vu confier le développement du jeu Werewolf: The Apocalypse, une adaptation du jeu de rôle du même nom.
Le 14 mai 2018, Cyanide est racheté par Bigben Interactive pour un montant de 20 millions d'euros.

## Jeux développés

### Par Cyanide Studio
- Cycling Manager (2001, PC)
- Cycling Manager 2 (2002, PC)
- Cycling Manager 3 (2003, PC)
- Horse Racing Manager (2003, PC)
- Cycling Manager 4 (2004, PC)
- Chaos League (2004, PC)
- Chaos League : Mort subite (PC)
- Pro Rugby Manager (2004 et 2005, PC)
- Pro Cycling Manager (2005, PC)
- Pro Cycling Manager Saison 2006 (2006, PC)
- Horse Racing Manager 2 (2006, PC)
- Runaway 2: The Dream of the Turtle (2006, Wii, Nintendo DS)
- Pro Cycling Manager Saison 2007 (2007, PC, PSP)
- Loki (2007, PC)
- NFL Head Coach (sous-traitance pour Electronic Arts)
- Pro Cycling Manager Saison 2008 (2008, PC, PSP)
- Pro Cycling Manager Saison 2009 (2009, PC, PSP)
- Blood Bowl (2009, Xbox 360, PC, DS, PSP)
- Blood Bowl: Legendary Edition (Xbox 360, PC, DS, PSP)
- Dungeon Party (2009, PC)
- Pro Cycling Manager Saison 2010 (2010, PC)
- Pro Cycling Manager Saison 2011 (2011, PC, Xbox 360, PS3)
- A Game of Thrones: Genesis (2011, PC)
- Pro Cycling Manager Saison 2012 (2012, PC, Xbox 360, PS3)
- Confrontation (2012, PC)
- Of Orcs and Men (2012, PC, Xbox 360, PS3 en collaboration avec Spiders)
- Game of Thrones (2012, PC, Xbox 360, PS3)
- Dungeonbowl (2012, PC)
- Aarklash: Legacy (2013, PC)
- Pro Cycling Manager Saison 2013 (2013, PC, Xbox 360, PS3)
- Impire (2013, PC)
- Tour de France 2014 (2014, Xbox 360, PS3, PS4)
- Pro Cycling Manager Saison 2014 (2014, PC)
- Pro Rugby Manager 2015 (2014, PC)
- Front Page Sports Football (2014, PC)
- Styx: Master of Shadows (2014, PC, PS4, Xbox One)
- Pro Basketball Management 2015 (2014, PC)
- Tour de France 2015 (2014, Xbox One, PS3, PS4)
- Pro Cycling Manager Saison 2015 (2015, PC)
- Blood Bowl II (2015, PC, Xbox One, PS4)
- Blood Bowl: Kerrunch (2015, iOS, Android)
- Space Hulk: Deathwing (2016, PC, Xbox One, PS4)
- Pro Basketball Management 2016 (2016, PC)
- Styx: Shards of Darkness (2017, PC, PS4, Xbox One)
- Tour de France 2017 (2017, PC, Xbox One, PS4)
- Pro Cycling Manager 2017 (2017, PC)
- Blood Bowl 2 : Legendary Edition (2017, PC)
- Tour de France 2018 (2018, PC, Xbox One, PS4)
- Pro Cycling Manager 2018 (2018, PC)
- Call of Cthullu (2018, PC, Xbox One, PS4)
- Space Hulk: Tactics (2018, PC, PlayStation 4, Xbox One)
- Pro Cycling Manager 2019 (2019, PC)
- Tour de France 2019 (2019, Xbox One, PS4)
- Paranoia : Happiness is Mandatory (2019, PC)
- Pro Cycling Manager 2020 (2020, PC)
- Tour de France 2020 (2020, PC, Xbox One, PS4)
- Werewolf: The Apocalypse - Earthblood (2021, PC, Xbox One, PS4)
- Blood Bowl 3 (2023, PC, Xbox One, PS4, PS5, Switch, Xbox Series)
- Chef Life : A Restaurant Simulator (TBA, PC, Xbox One, PS4, PS5, Switch, Xbox Series)

### Par Big Bad Wolf Studio
- The Council (2018, Windows, Xbox One, PlayStation 4, format épisodique)
- Vampire: The Masquerade – Swansong (2022, PC, Switch, PS4, PS5, Xbox One, Xbox Series X)

### Par Rogue Factor
- Mordheim: City of the Damned (2015, Windows, Xbox One, PlayStation 4)
- Necromunda: Underhive Wars (2020, Windows, Xbox One, PlayStation 4)
- Hell Is Us (2025, Windows, Xbox Series, PlayStation 5)

### Autre
- Rogue Lord, en partenariat avec Leikir Studio (2021, PC, Switch, PS4, Xbox One)